# Bougue
Bougue (gaskonsko Boga) je naselje in občina v francoskem departmaju Landes regije Akvitanije. Naselje je leta 2009 imelo 582 prebivalcev.

## Geografija
Kraj leži v pokrajini Gaskonji 9 km vzhodno od središča Mont-de-Marsana.

## Uprava
Občina Bougue skupaj s sosednjimi občinami Benquet, Bretagne-de-Marsan, Campagne, Haut-Mauco, Laglorieuse, Mazerolles, Mont-de-Marsan, Saint-Perdon in Saint-Pierre-du-Mont sestavlja kanton Mont-de-Marsan Jug s sedežem v Mont-de-Marsanu. Kanton je sestavni del okrožja Mont-de-Marsan.

## Zanimivosti
- cerkev sv. Kandida,
- Castets, srednjeveško obzidje.